# Списък на генералите и адмиралите в Народна република България
Това е списък на офицери с висши офицерски звания (генералите и адмиралите) в Народна република България, подредени в азбучен ред на фамилните им имена с година на раждане и смърт, техните последни военни звания и годината на получаването им в периода 15 септември 1946 г. – 15 ноември 1990 г. (денят, в който България е обявена за република). Следвайки съветската военна система, в България се развиват различни родове войски (Гранични войски, Вътрешни войски, Радиотехнически войски) или служби, като медицинската служба (МС) на Българската народна армия. Някои от тях са наследници на подобни формирования, съществуващи в Царство България, а други са изцяло нови. Освен това съществуват и Строителни войски (СВ), Войски на Министерството на транспорта (ВМТ), Войските на комитета по пощи и далекосъобщения и Хидротехнически войски, които макар и да имат в наименованието си „войски“, са по-скоро военизирани организации, чийто статут е смесен (от една страна голяма част от състава е с военни чинове и организационно е изградена като военна структура, но от друга страна предметът на дейност, освен военно строителство, е и гражданско строителство и са на двойно подчинение – военно и гражданско). Освен тях с висши офицерски звания са служителите на Министерството на вътрешните работи и Държавна сигурност (ДС) при нейното военизиране през 1951 г., която в отделни години е на подчинение на МВР, но впоследствие е самостоятелна структура; политическото управление на българската народна армия, Пожарната служба и други. Отделни лица с офицерски звания е имало и в системата на Министерството на външната търговия (инженерно управление на министерството), Министерството на транспорта (Специален отдел), Министерство на машиностроенето („Специално производство“), Гражданската авиация, в отдел „Военноадминистративен“ на ЦК на БКП, в Политбюро, в което има отговарящ за работата на МВР, Държавния комитет за народен контрол, Държавния комитет за планиране (отдел за отбранително строителство), Държавния комитет за наука и технически прогрес (дирекция „Специални комплекси“), Държавния комитет на отбраната, БАН (на военизирана длъжност, свързана с военни разработки) и други институции.
В Народна република България висшите офицерски звания са:
- в Сухопътните войски и военновъздушните сили:
  - генерал-майор,
  - генерал-лейтенант,
  - генерал-полковник и
  - армейски генерал
- във Военноморските сили:
  - контраадмирал,
  - вицеадмирал и
  - адмирал.

## Списък

### A
- Минчо Агайн (1922 – неизв.), генерал-лейтенант от ДС (неизв.)
- Александър Александров (1930 – 2013), генерал-майор от МНО (неизв.)
- Алекси Алексиев (1921 – 2002), генерал-майор от МНО (неизв.)
- Борис Анакиев (р. 1935), генерал-майор от СВ (неизв.)
- Георги Аначков (1920 – 1995), генерал-лейтенант от ДС (1974)
- Иван Аначков (неизв.), генерал-майор от МВР (неизв.)
- Ангел Ангелов (1914 – 1980), генерал-майор от МНО (1950)
- Ангел Ангелов (р. 1930), генерал-лейтенант от МНО (1986)
- Милан Ангелов (1921 – 2012), генерал-майор, военен прокурор (неизв.)
- Никола Ангелов (1920 – 2002), генерал-майор от ДС (1959)
- Стефан Ангелов (1936 – 2022), генерал-майор от МВР (1990)
- Андон Андонов (неизв.), генерал-майор от МВР (неизв.)
- Ангел Андреев (1919 – ?), генерал-майор от ДС (неизв.)
- Иван Андреев (р. 1932), генерал-майор от МНО (неизв.)
- Стоян Андреев (1934 – 2017), генерал-лейтенант от МНО (неизв.)
- Борис Андонов (р. 1929), генерал-лейтенант от МНО (неизв.)
- Любен Анев (1919 – неизв.), генерал-майор от ДС (1969)
- Цвятко Анев (1911 – 2002), генерал-майор (неизв.)
- Атанас Арабаджиев (1914 – 1981), генерал-майор от МВР (1955)
- Георги Аргиров (1923 – неизв.), генерал-майор от МВР (неизв.)
- Мирчо Асенов (1918 – 2005), генерал-полковник от МНО (неизв.)
- Атанас Атанасов (1893 – 1966), генерал-майор от МНО (1950)
- Константин Атанасов (р. 1922), генерал-майор от ДС (неизв.)
- Никола Атанасов (1919 – неизв.), генерал-майор от МНО (1969)
- Стефан Атанасов (1914 – 2006), генерал-майор от МНО (1969)
- Иван Ачанов (1929 – 2014), генерал-майор от МВР (неизв.)

### Б
- Павел Бабалов (р. 1926), генерал-лейтенант от МНО (неизв.)
- Делчо Байчев (р. 1922), генерал-майор от МНО (неизв.)
- Цаньо Бакалов (1921 – неизв.), генерал-лейтенант от МНО (неизв.)
- Трифон Балкански (1920 – 2005), генерал-лейтенант от МНО (1965)
- Петър Банков (р. 1930), генерал-майор от МНО (неизв.)
- Иван Бантутов (1931 – 1996), генерал-майор от МНО (неизв.)
- Петър Барбалов (1935 – 2017), генерал-майор от ДС (1982)
- Цвятко Баров (1914 – 1993), генерал-майор от МВР (1964)
- Александър Басмаджиев (р. 1920), генерал-майор от МВР (неизв.)
- Лазар Белухов (1922 – 2002), генерал-майор от МНО (неизв.)
- Костадин Белчев (1929 – 2022), генерал-майор от МВР (неизв.)
- Борис Беров (р. 1923), генерал-майор от ДС (неизв.)
- Иван Бинев (р. 1938), генерал-майор от НРБ, генерал-лейтенант от РБ (1996)
- Любчо Благоев (1929 – 1992), генерал-полковник от МНО (неизв.)
- Борис Бобев (1935 – 2006), генерал-майор от МНО (1990)
- Христо Боев (1896 – 1968), генерал-лейтенант от МНО (неизв.)
- Александър Божилов (р. 1924), генерал-майор от МНО (1969)
- Кирил Божилов (р. 1926), генерал-майор от МНО (неизв.)
- Павел Божилов (неизв.), генерал-майор от СВ (неизв.)
- Бою Божков (1911 – 1953), генерал-майор от МВР, пожарникар (неизв.)
- Борис Бонев (р. 1938), генерал-майор от МНО (1999)
- Бончо Бончев (р. 1942), генерал-майор от ДС (неизв.)
- Демир Борачев (1910 – 1995), генерал-полковник от МНО (1969)
- Найден Боримечков (1929 – 2002), генерал-майор от МНО (1984)
- Иван Босев (р. 1924), генерал-лейтенант от МНО (неизв.)
- Димитър Бояджиев (неизв.), генерал-майор от СВ (неизв.)
- Тодор Бояджиев (1939 – 2022), генерал-майор от ДС (1990)
- Ангел Братанов (р. 1925), генерал-майор от ДС (1979)
- Димитър Братанов (1899 – неизв.), генерал-майор от МНО (1951)
- Панайот Братанов (р. 1930), генерал-лейтенант от МНО (неизв.)
- Ангел Бъбаров (р. 1931), генерал-майор от МНО (неизв.)
- Боян Българанов (1896 – 1972), генерал-лейтенант от МНО (1948)
- Иван Бъчваров (1912 – 1966), генерал-полковник от МНО (1958)
- Стоян Бъчваров (1932 – 2021), генерал-лейтенант от МНО (неизв.)

### В
- Манол Ванев (1927 – 2003), генерал-майор от МС (1981)
- Лукан Варадинов (р. 1933), генерал-майор от МВР (неизв.)
- Асен Васев (1909 – 1980), генерал-майор от запаса (1969)
- Васил Василев (1931 – 2010), генерал-лейтенант от МНО (1984)
- Васил Василев (1932 – 2014), генерал-майор от МНО (неизв.)
- Васил Василев (р. 1933), генерал-полковник от СВ (1985)
- Методи Василев (р. 1928), генерал-майор от МНО (неизв.)
- Мирчо Василев (р. 1951 – 2022), генерал-майор от СВ(1979 – 1986)
- Николай Василев (1920 – 1992), генерал-майор от МС (1980)
- Георги Велев (неизв.), генерал-майор от СВ (неизв.)
- Динчо Велев (р. 1921), генерал-лейтенант от МНО (1969)
- Боян Велинов (1921 – 1998), генерал-майор от ДС (1980)
- Димитър Велинов (1923 – 1994), генерал-майор от МНО (неизв.)
- Кирил Величков (1928 – 2001), генерал-майор от ДС (1980)
- Христо Величков (неизв.), генерал-майор от МВР (неизв.)
- Венцеслав Велков (1939 – 1995), вицеадмирал от МНО (1969)
- Серафим Велков (р. 1931), генерал-майор от МНО (неизв.)
- Митко Веселинов (неизв.), генерал-майор от СВ (неизв.)
- Кирил Видински (1905 – 1994), генерал-майор от МНО (неизв.)
- Иван Винаров (1896 – 1969), генерал-лейтенант от МНО (1960)
- Карл Винаров (1922 – 2007), генерал-майор от МНО (1977)
- Иван Владов (1921 – неизв.), генерал-майор от МНО (неизв.)
- Димитър Влахов (р. 1923), генерал-майор от МНО (неизв.)
- Пандо Войнов (1924 – 2008), генерал-майор от МНО (неизв.)
- Петър Вранчев (1901 – 1970), генерал-лейтенант от МНО (неизв.)
- Велю Врачев (неизв. – 1974), генерал-майор от МНО (неизв.)
- Иван Врачев (1921 – 1994), генерал-полковник от МНО (1964)
- Антон Вълев (1924 – неизв.), генерал-лейтенант от СВ (неизв.)
- Вълко Вълков (неизв.), генерал-майор от МВР (неизв.)

### Г
- Милю Гаделев (1908 – 1990), генерал-майор от МНО (1959)
- Борис Ганев (1902 – 1948), генерал-майор от МНО, посмъртно (1948)
- Никола Ганев (р. 1923), генерал-майор от МВР (неизв.)
- Тодор Ганчовски (р. 1925), генерал-майор от ДС (1969)
- Васил Гашев (1934 – 2020), генерал-майор от ДС (неизв.)
- Христо Гелов (р. 1929), генерал-майор от МНО (неизв.)
- Гено Генов (р. 1920), генерал-полковник от МНО (1969)
- Александър Генчев (1926 – 1982), генерал-майор от МНО (неизв.)
- Васил Георгиев (1924 – 2000), генерал-лейтенант от ДС (1984)
- Величко Георгиев (1917 – неизв.), генерал-лейтенант от МНО (1974)
- Георги Георгиев (1916 – неизв.), генерал-майор от МНО (неизв.)
- Георги Георгиев (1921 – неизв.), генерал-майор от МНО (неизв.)
- Димитър Георгиев (1919 – ?), генерал-майор (неизв.)
- Здравко Георгиев (1914 – 1986), генерал-полковник от МНО (1964)
- Йовчо Георгиев (р. 1930), контраадмирал (неизв.)
- Кимон Георгиев (1882 – 1969), генерал-полковник от МНО (1946)
- Любен Георгиев (р. 1928), генерал-майор от МНО (неизв.)
- Милко Георгиев (1923 – 1984), генерал-майор от МНО (неизв.)
- Никола Георгиев (неизв.), генерал-майор от МНО (неизв.)
- Никола Георгиев (неизв.), генерал-майор от СВ (неизв.)
- Николай Георгиев (неизв.), генерал-майор от МВР (неизв.)
- Славейко Георгиев (р. 1927), генерал-майор от МНО (неизв.)
- Станой Георгиев (р. 1928), генерал-майор от МНО (неизв.)
- Васил Герганов (1919 – 1995), генерал-майор от МС (1974)
- Герман Германов (1922 – 1989), генерал-лейтенант от МНО (1964)
- Александър Гетман (1915 – 1975), генерал-лейтенант от МНО (1969)
- Мицо Гетовски (1924 – 1963), генерал-майор от МНО (1962)
- Гочо Гочев (р. 1925), генерал-майор от МНО (1976)
- Димитър Гилин (1899 – 1975), генерал-майор (неизв.)
- Лев Главинчев (1903 – 1970), генерал-майор от запаса (1969)
- Иван Горинов (1925 – 2002), генерал-майор от ДС (1977)
- Любен Гоцев (1930 – 2020), генерал-майор от ДС (1990)
- Господин Гочев (1915 – 1975), генерал-лейтенант от ДС (1969)
- Кирил Граменов (1921 – 2002), генерал-майор от МНО (1975)
- Георги Григоров (неизв.), генерал-майор от МНО (неизв.)
- Григор Григоров (р. 1923), генерал-лейтенант от ДС (1969)
- Грозьо Грозев (1930 – 2022), генерал-майор от МВР (1975)
- Гроздю Гроздев (р. 1932), генерал-лейтенант от МНО (неизв.)
- Грозьо Гроздев (неизв.), генерал-майор от МНО (неизв.)
- Димитър Гръбчев (1914 – 1968), генерал-лейтенант от ДС (1965)
- Никола Грънчаров (1914 – 1982), генерал-майор от МНО (1960)
- Руси Гърбачев (р. 1930), генерал-майор от МНО (неизв.)
- Стоян Гърков (1916 – 1999), генерал-майор от МНО (1969)
- Стоян Гюров (р. 1915), генерал-майор от МНО (неизв.)

### Д
- Петър Дайков (р. 1927), генерал-майор от МНО (неизв.)
- Георги Дамянов (1892 – 1958), генерал-лейтенант от МНО (1947)
- Никола Дамянов (р. 1926), генерал-майор от ДС (неизв.)
- Стефан Дамянов (1929 – 2019), контраадмирал (неизв.)
- Вълкан Дапчев (1926 – 2013), генерал-майор от МНО (неизв.)
- Тодор Дачев (1914 – 1981), генерал-майор от МНО (неизв.)
- Делчо Делчев (1920 – 2007), генерал-майор от СВ (неизв.)
- Делчо Делчев (р. 1929), генерал-майор от МНО (неизв.)
- Димо Денев (1934 – 2001), контраадмирал (неизв.)
- Александър Дечев (1920 – неизв.), генерал-майор от МНО (1977)
- Славейко Джахов (1914 – 1999), генерал-майор (неизв.)
- Спас Джеджев (1929 – 2022), генерал-майор от МНО (неизв.)
- Сава Джендов (1933 – 2007), генерал-майор от ДС (1982)
- Добри Джуров (1916 – 2002), армейски генерал (1964)
- Александър Диков (1920 – неизв.), генерал-майор от МНО (1974)
- Георги Димитров (1930 – 2012), генерал-майор от МНО (1984)
- Дико Диков (1910 – 1985), генерал-полковник от МНО (1962)
- Велко Димитров (1910 – 1984), генерал-майор от МВР (неизв.)
- Григор Димитров (неизв.), генерал-майор от МНО (неизв.)
- Димитър Димитров (партизанин, 1915) (1915 – 2000), генерал-майор от МВР (1954)
- Димитър Димитров (р. 1921), генерал-полковник от МНО (неизв.)
- Димитър Димитров (р. 1922), генерал-лейтенант от МНО (1969)
- Димитър Димитров (р. 1929), генерал-майор от МНО (неизв.)
- Димитър Димитров (р.неизв.), генерал-майор от МВР, пожарникар (неизв.)
- Иван Димитров (1916 – 1983), генерал-майор от МС (1969)
- Мито Димитров (р. 1924), генерал-майор от МНО (неизв.)
- Никола Димитров (1919 – неизв.), генерал-майор от МНО (неизв.)
- Петко Димитров (неизв.), генерал-майор от МВР (1969)
- Славейко Димитров (р. 1933), генерал-майор от МНО (неизв.)
- Димитър Димов (1903 – 1968), генерал-майор от МНО (неизв.)
- Димитър Димов (р. 1934), генерал-майор от МНО (неизв.)
- Любомир Динев (р. 1939), генерал-майор от МНО (неизв.)
- Любен Динов (1920 – 1995), генерал-майор от МНО (1950)
- Дичо Дичев (р. 1925), генерал-лейтенант от МНО (неизв.)
- Добри Добрев (1926 – 2004), генерал-лейтенант от МНО (1984)
- Добрин Добрев (1923 – 2018), генерал-лейтенант от МНО (1963)
- Иван Добрев (1922 – 2021), адмирал (1969)
- Любен Добрев (1929 – 2016), генерал-майор от МНО (1980)
- Христо Добрев (1923 – 2013), генерал-полковник от МНО (1969)
- Иван Дойчев (р. 1934), генерал-майор от ДС (неизв.)
- Иван Донковски (р. 1926), генерал-майор от ДС (неизв.)
- Илия Дончев (1925 – 1996), генерал-лейтенант от МВР, пожарникар (неизв.)
- Тодор Дончев (1930 – 2003), генерал-майор (неизв.)
- Петър Драганов (р. 1925), генерал-майор от МНО (неизв.)
- Петко Дудов (1919 – неизв.), генерал-лейтенант от МНО (1969)
- Богдан Думков (1912 – 2004), генерал-майор от ДС (1954)
- Дяко Дяков (1894 – неизв.), генерал-лейтенант от МНО (неизв.)

### Е
- Петър Евстатиев (1926 – 1975), генерал-майор от МНО (1971)
- Мичо Ерменов (1925 – 1999), генерал-майор от МНО (1961, разжалван 1965, възстановен 1990)
- Никола Ефтимов (р. 1926), генерал-майор от МНО (неизв.)

### Ж
- Желязко Желязков (1926 – 2017), генерал-лейтенант от МНО (1974)
- Вълчо Желев (1926 – 2010), контраадмирал (1978)
- Иван Желев (1911 – 2002), генерал-майор от МНО (1966)
- Иван Желев (1919 – 2020), генерал-майор от МНО (1969)
- Тодор Желев (1921 – 2001), генерал-майор от МНО (1966)
- Георги Живков (неизв.), генерал-лейтенант от МНО (неизв.)
- Георги Живов (неизв.), генерал-лейтенант от МНО (неизв.)
- Григор Жотев (1929 – 2002), генерал-майор от МНО (1972)
- Дело Жулев (1930 – 1976), генерал-майор от МНО (неизв.)

### 3
- Стоян Заимов (1916 – 1995), генерал-майор от МНО (1959)
- Теньо Запрянов (р. 1932), генерал-майор от НРБ, генерал-лейтенант от РБ (1991)
- Борис Захариев (1925 – 1982), генерал-майор от МНО (неизв.)
- Захари Захариев (1904 – 1987), генерал-полковник от МНО (неизв.)
- Константин Захариев (неизв.), генерал-майор от МВР (неизв.)
- Васил Зикулов (1923 – 2015), генерал-полковник от МНО (1981)
- Георги Златев (неизв.), генерал-майор от СВ (неизв.)
- Денчо Знеполски (1920 – 1989), генерал-майор от МНО (1959)
- Стоян Зурлев (1925 – 1993), генерал-майор от МВР (неизв.)

### И
- Благой Иванов (1898 – 1951), генерал-лейтенант от МНО (неизв.)
- Гано Иванов (1926 – 2001), генерал-майор от МНО (неизв.)
- Георги Иванов (р. 1940), генерал-майор от МНО, космонавт (1989)
- Иван Иванов (1893 – 1980), генерал-майор от МС (1950)
- Иван Иванов (1915 – неизв.), генерал-майор от МНО (1972)
- Иван Иванов (р. 1926), генерал-майор от МНО (неизв.)
- Иван Иванов (р. 1931), генерал-майор от ДС (неизв.)
- Иван Иванов (р. 1932), генерал-лейтенант от МНО (неизв.)
- Иван Иванов (р. 1938), генерал-майор от ДС (неизв.)
- Илия Иванов (р. 1931), генерал-майор от МВР (неизв.)
- Костадин Илиев (1923 – 1981), генерал-майор от МВР (неизв.)
- Стоян Илиев (неизв.), генерал-майор от МВР (1959)
- Петър Илиев (1910 – 1998), генерал-лейтенант от МНО (1954)
- Петър Илиев от МНО (р. 1933), генерал-лейтенант (неизв.)

### Й
- Михаил Йовчев (неизв.), генерал-лейтенант от МНО (неизв.)
- Васил Йотов (р. 1928), генерал-майор от МНО (неизв.)
- Димитър Йотов (1925 – 1987), генерал-майор от МВР (неизв.)

### К
- Август Кабакчиев (1914 – 1999), генерал-полковник от МНО (неизв.)
- Димитър Каварджиков (неизв.), генерал-майор от МНО (неизв.)
- Атанас Кадирев (1931 – неизв.), генерал-майор от ДС (неизв.)
- Чавдар Калайджиев (1926 – 2015), генерал-майор от МНО (неизв.)
- Христо Каламов (1922 – 1960), генерал-майор от МНО, посмъртно (1960)
- Иван Калоянов (1919 – неизв.), генерал-майор от МНО (1960)
- Георги Калпакчиев (р. 1928), генерал-майор от МНО (1978)
- Богдан Калчев (р. 1932), генерал-майор от ДС (неизв.)
- Запрян Калудов (1929 – 2003), генерал-майор от МВР (неизв.)
- Димитър Капитанов (1914 – 1986), генерал-лейтенант от МВР (1969)
- Каприел Каприелов (1904 – 1978), генерал-майор от ДС (1959)
- Александър Карабоянов (неизв.), генерал-майор от МНО (1977)
- Димитър Караджиков (1931 – 2019), генерал-майор от МНО (неизв.)
- Добри Караджов (1925 – 2004), генерал-лейтенант от МНО (1981)
- Панайот Каракачанов (1917 – 1997), генерал-лейтенант от МНО (неизв.)
- Георги Каракехайов (1926 – 2010), генерал-майор от МНО (1981)
- Борис Карамфилов (р. 1922), генерал-полковник от МНО (неизв.)
- Александър Карастоянов (1924 – 2005), генерал-майор от МНО (неизв.)
- Ангел Карлов (1930 – 2019), генерал-лейтенант от МВР (неизв.)
- Йордан Касабов (1928 – 2019), генерал-майор от ДС (1986)
- Илия Кашев (1922 – 1986), генерал-лейтенант от ДС (1971)
- Рангел Кашев (р. 1931), генерал-майор от МНО (неизв.)
- Леонид Кацамунски (р. 1936), генерал-майор от ДС (неизв.)
- Кунчо Кацаров (1924 – неизв.), генерал-майор от МНО (неизв.)
- Петко Кацаров (1907 – 2001), генерал-майор от МВР (1963)
- Петър Кибаров (1930 – неизв.), генерал-майор от СВ (неизв.)
- Иван Кинов (1893 – 1967), генерал-полковник от МНО (1954)
- Петко Кипров (1937 – 2016), генерал-майор от ДС (1986)
- Кирил Кирилов (1910 – 1987), генерал-лейтенант от МНО (неизв.)
- Киро Киров (р. 1932), генерал-майор от МНО (1986)
- Дойчо Кисьов (р. 1925), генерал-майор от МВР (неизв.)
- Митьо Кисьов (1926 – 2011), генерал-лейтенант от СВ (1981)
- Стефан Ковачев (неизв.), генерал-майор от МНО (неизв.)
- Васил Козарев (1922 – неизв.), генерал-майор от МНО (неизв.)
- Фердинанд Козовски (1892 – 1965), генерал-лейтенант от МНО (неизв.)
- Кольо Коларов (1924 – 2007), генерал-лейтенант от ДС (неизв.)
- Кольо Цонев (1922 – ?), генерал-майор от МНО (1969)
- Петър Коларов (1906 – 1966), генерал-майор от МС (1948)
- Георги Колев (р. 1924), генерал-майор от МНО (неизв.)
- Желязко Колев (1917 – неизв.), генерал-майор от МНО (неизв.)
- Игнат Колев (р. 1932), генерал-майор от ДС (неизв.)
- Марко Колев (1892 – 1982), генерал-лейтенант от МНО (1947)
- Петър Колев (р. 1934), генерал-майор от МВР (неизв.)
- Цоко Колев (1921 – неизв.), генерал-майор от МНО (неизв.)
- Апостол Колчев (1913 – неизв.), генерал-лейтенант от МВР (неизв.)
- Петко Колчевски (р. 1922), генерал-майор от МНО (неизв.)
- Душко Кондов (1902 – 1985), генерал-майор от МНО (1951)
- Димитър Константинов (неизв.), генерал-майор от МНО (неизв.)
- Борис Копчев (1906 – 1989), генерал-лейтенант от МВР (неизв.)
- Иван Копчев (1915 – 1980), генерал-майор от МС (1974)
- Христо Кортенски (1924 – 2002), генерал-майор от МНО (неизв.)
- Кирил Косев (1919 – 2016), генерал-полковникот МНО, разжалван в редник през 1992 (1969)
- Михаил Костадинов (р. 1932), генерал-майор от ДС (неизв.)
- Пеню Костадинов (р. 1931), генерал-майор от МНО (неизв.)
- Георги Костов (1922 – неизв.), генерал-лейтенант от МНО (1984)
- Коста Костов (р. 1930), генерал-майор от МНО (неизв.)
- Янчо Костов (1912 – 1994), генерал-майор от МНО (неизв.)
- Стойне Котев (неизв.), генерал-майор от МНО (неизв.)
- Костадин Коцалиев (р. 1939), генерал-лейтенант от МВР (неизв.)
- Васил Коцев (1922 – 1986), генерал-лейтенант от ДС (1981)
- Никола Коцев (р. 1921), генерал-майор от ДС (неизв.)
- Никола Коцев (р. 1927), генерал-майор от МНО (неизв.)
- Николай Коцев (1927 – 2000), генерал-майор от МНО (неизв.)
- Иван Кошинов (1927 – 2008), генерал-лейтенант (1984)
- Кръстан Кръстанов (1915 – неизв.), генерал-майор от МНО (неизв.)
- Георги Кръстев (1918 – неизв.), генерал-лейтенант от МВР (1974)
- Георги Кръстев (неизв.), генерал-лейтенант (неизв.)
- Кръстю Кръстев (р. 1938), генерал-лейтенант от МНО (неизв.)
- Илия Кръстев (1923 – неизв.), генерал-лейтенант от МНО (неизв.)
- Тако Кръстев (1920 – 2012), генерал-лейтенант от МНО (неизв.)
- Генчо Кръстинов (1915 – 2003), генерал-майор от МС (1967)
- Кузман Кузов (р. 1922), генерал-лейтенант от МНО (неизв.)
- Дичо Куманов (неизв.), генерал-майор от МВР (неизв.)
- Георги Куманов, генерал-майор от МНО и МВР
- Георги Кумбилиев (1915 – 1999), генерал-лейтенант от МВР (1974), с отнето генералско звание през 1992
- Николай Купенов (1922 – 2005), генерал-майор от МС (1981)
- Стоян Куцаров (1919 – неизв.), генерал-майор от МНО (неизв.)
- Димитър Кьосев (1922 – 1972), генерал-лейтенант от ДС (1971)

### Л
- Костадин Лагадинов (1913 – 2011), генерал-майор от МНО (1969)
- Никола Лалчев (1932 – 2016), генерал-майор от ДС (неизв.)
- Райко Лачев (р. 1924), генерал-майор от МВР (неизв.)
- Георги Ламбов (р. 1948), генерал-майор от ДС (неизв.)
- Илия Ленков (1930 – 1998), генерал-майор от МНО (1985)
- Любен Леонидов (р. 1935), генерал-майор от МНО (неизв.)
- Илия Лингорски (р. 1924), генерал-майор от ДС (1984)
- Мирон Литов (1913 – неизв.), генерал-майор от МНО (1969)

### М
- Атанас Малеев (1917 – 2001), генерал-майор от МС (1969)
- Никола Малинчев (1932.-2009), генерал-майор от МВР (неизв.)
- Дончо Малчев (р. 1931), генерал-майор от СВ (неизв.)
- Борис Манов (1922 – 2009), генерал-майор от ДС (1967)
- Димитър Манов (р. 1939), генерал-майор от МВР (неизв.)
- Костадин Манолов (неизв.), генерал-майор от МНО (неизв.)
- Чавдар Манолчев (1925 – 2007), контраадмирал (1968)
- Георги Манчев (1941 – 1998), генерал-майор от ДС (1989)
- Иван Манчев (р. 1928), контраадмирал (неизв.)
- Марин Маринов (1926 – неизв.), генерал-майор от МНО (неизв.)
- Пенко Маринов (р. 1933), генерал-майор от МНО (неизв.)
- Съйко Маринов (р. 1930), генерал-майор от МНО (неизв.)
- Людмил Маринчевски (1941 – 2015), генерал-майор от ДС (неизв.)
- Ангел Марков (1916 – 2009), генерал-майор от МНО (1974)
- Васил Марков (1900 – 1949), генерал-майор от МНО (1948)
- Доньо Марков (р. 1926), генерал-майор от МНО (1976)
- Емил Марков (1905 – 1943), генерал-полковник, посмъртно от МНО (неизв.)
- Кирил Марков (1918 – 1995), генерал-майор от МНО (неизв.)
- Марко Марков (1919 – 2002), генерал-лейтенант от МС (неизв.)
- Кирил Масленков (1926 – 2016), генерал-лейтенант от ДС (1984)
- Марин Мермерски (1924 – 2000), генерал-майор от МНО (1969)
- Григор Мечков (1931 – 2004), генерал-майор от МС (1990)
- Йордан Миланов (1924 – 2020), генерал-майор от МНО (1969)
- Милко Милев (р. 1930), генерал-майор от МНО (неизв.)
- Дамян Милушев (р. 1930), генерал-майор от МВР (неизв.)
- Георги Милушев (р. 1937), генерал-майор от ДС (1985)
- Петко Милушев (1931 – 1988), генерал-майор от МНО (неизв.)
- Август Милчев (1903 – 1965), генерал-лейтенант от МС (1953)
- Георги Минев (1919 – 2001), генерал-лейтенант от МНО (1969)
- Минчо Минев (р. 1928), генерал-лейтенант от МНО (неизв.)
- Георги Минков (1909 – 1985), генерал-майор от ДС (неизв.)
- Минко Минков (1924 – 2008), генерал-полковник от ДС (1954)
- Стоян Минов (1925 – 1992), генерал-лейтенант от МНО (1975)
- Радню Минчев (1928 – 2001), генерал-полковник от МНО (1990)
- Радул Минчев (р. 1925), генерал-майор от ДС (неизв.)
- Димитър Мирчев (1914 – ?), генерал-майор от МНО (1972)
- Костадин Мирчев (1918 – 1981), генерал-майор от МВР (1970)
- Александър Митев (1918 – неизв.), генерал-лейтенант от МНО (1975)
- Станчо Митев (1924 – 2006), генерал-лейтенант от МНО (неизв.)
- Стефан Митев (неизв.), генерал-майор от МВР (неизв.)
- Митко Митков (р. 1926), генерал-полковник от МНО (неизв.)
- Васил Митов (неизв.), генерал-майор от МНО (неизв.)
- Иван Митрев (неизв.), генерал-лейтенант от ВМТ (неизв.)
- Иван Михайлов (1897 – 1982), армейски генерал (1954)
- Тончо Михайлов (р. 1956), генерал-майор от МВР (2003)
- Христо Михайлов (1893 – 1944), генерал-полковник от МНО, посмъртно (неизв.)
- Боян Михнев (1906 – 1981), генерал-майор от МНО (1964)
- Здравко Мицов (1903 – 1986), генерал-майор от МС (1972)
- Стоян Мичев (1919 – 1999), генерал-майор от МНО (1964)
- Мишо Мишев (1911 – 1984), генерал-лейтенант от МНО (1954)
- Георги Младенов (1921 – 1995), генерал-лейтенант от ДС (неизв.)
- Младен Младенов (р. 1928), генерал-майор от МНО (неизв.)
- Младен Младенов (р. 1929), генерал-майор от МНО (неизв.)
- Страхил Младенов (р. 1927), генерал-лейтенант от МНО (неизв.)
- Яко Молхов (1926 – 2012), генерал-лейтенант от МНО (1983)
- Георги Момеков (1914 – 2001), генерал-полковник от МНО (1969)
- Моно Монов (р. 1929), генерал-майор от МНО (неизв.)
- Димитър Мурджев (1918 – 1989), генерал-лейтенант от ДС (неизв.)
- Антон Мусаков (1932 – 1998), генерал-лейтенант от ДС (неизв.)
- Георги Мутев (неизв.), генерал-майор от ДС (1984)

### Н
- Георги Найденов (1922 – 1984), генерал-майор от МНО (1969)
- Димитър Найденов (неизв.), генерал-майор от МНО (1972)
- Иван Нацолов (1940 – 2010), генерал-майор от МНО (неизв.)
- Стою Неделчев-Чочоолу (1908 – 1987), генерал-майор от МНО (неизв.)
- Васил Недков (р. 1935), генерал-майор от МНО (неизв.)
- Никола Недялков (1923 – 1998), генерал-майор от МНО (неизв.)
- Полина Недялкова (1914 – 2001), генерал-майор от МНО (1974)
- Тодор Ненов (1898 – ?), генерал-майор от МНО (неизв.)
- Васил Нешев (неизв.), генерал-майор от МНО (неизв.)
- Нешо Нешев (1923 – неизв.), генерал-майор от МНО (1974)
- Нешо Нешев (р. 1923), генерал-майор от МВР (неизв.)
- Кирил Нешев (1921 – 2005), генерал-майор от ДС (1969)
- Петър Нешев (1901 – 1973), генерал-майор от запаса от МНО (1969)
- Дойчо Николов (1924 – ?), генерал-майор от МНО (неизв.)
- Иван Николов (1932 – 2007), контраадмирал (неизв.)
- Петко Николов (1919 – 2010), генерал-майор от МНО (1969)
- Янко Николов (1931 – 1991), генерал-майор от МНО (неизв.)
- Петър Нинов (неизв.), генерал-майор от МВР (неизв.)
- Стойко Нинов (1922 – неизв.), генерал-майор от МВР (неизв.)
- Ангел Нягин (р. 1933), генерал-майор от СВ (неизв.)

### О
- Петър Обрешков (неизв.), генерал-майор от МНО (неизв.)
- Христо Орловски (1912 – неизв.), генерал-майор от запаса от МНО (1969)
- Бранимир Орманов (1914 – 1985), адмирал (1973)

### П
- Панайот Панайотов (неизв.), генерал-майор от МНО (неизв.)
- Панайот Панайотов (1931 – 2010), генерал-полковник от МНО (1988)
- Димитър Павлов (1937 – 2019), вицеадмирал (1990)
- Велко Палин (1921 – 2009), генерал-полковник от МНО (1969)
- Йонко Панов (1900 – 1962), генерал-лейтенант от МНО (1950)
- Пантю Пантев (неизв.), генерал-майор от МНО (неизв.)
- Петър Панчевски (1902 – 1982), армейски генерал (1954)
- Павел Павлов (р. 1928), генерал-майор от СВ (1979)
- Тенчо Папазов (1920 – 1992), генерал-полковник от МНО (неизв.)
- Кунчо Патев (1922 – 2008), генерал-майор от МНО (1964)
- Никола Паунов (р. 1927), генерал-майор от МНО (неизв.)
- Костадин Пачеманов (р. 1942), генерал от ДС (неизв.)
- Иван Пейчев (1901 – 1968), генерал-майор от МВР (1945)
- Пейчо Пейчев (1913 – 1996), генерал-майор от МНО (неизв.)
- Благой Пенев (1910 – неизв.), генерал-полковник от запаса от МНО (1969)
- Георги Пенев (неизв.), генерал-майор от МНО (неизв.)
- Никола Пенев (1879 – 1955), генерал-лейтенант от транспорта (неизв.)
- Тодор Пенев (р. 1924), генерал-майор от МВР (неизв.)
- Ангел Пенков (1922 – неизв.), генерал-лейтенант от МНО (неизв.)
- Стоян Пенков (р. 1927), генерал-майор от МНО (неизв.)
- Васил Пенчев (1929 – неизв.), генерал-лейтенант от СВ (неизв.)
- Петър Пенчев (р. 1924), генерал-майор от МНО (неизв.)
- Тоне Переновски (1909 – 1985), генерал-майор от запаса от МНО (1969)
- Дуно Петков (неизв.), контраадмирал (1969)
- Петко Петков (1906 – неизв.), генерал-майор от СВ (неизв.)
- Ромео Петков (р. 1932), генерал-майор от МНО (неизв.)
- Тоньо Петков (неизв.), генерал-лейтенант от МНО (неизв.)
- Симеон Петковски (р. 1935), генерал-лейтенант от МНО (неизв.)
- Гроздан Петров (1919 – 1978), генерал-майор от МНО (1965)
- Димитър Петров (р. 1931), генерал-майор от МНО (неизв.)
- Иван Петров (р. 1926), генерал-майор от МНО (неизв.)
- Иван Петров (р. 1926), генерал-лейтенант от СВ (неизв.)
- Камен Петров (1931 – 1999), генерал-майор от МНО (неизв.)
- Любен Петров (р. 1938), генерал-лейтенант от НРБ (1988), армейски генерал от РБ (1993)
- Петър Петров (р. 1930), генерал-майор от МНО (неизв.)
- Станко Петров (1920 – 2005), генерал-майор от МС (1974)
- Асен Пешков (р. 1936), генерал-майор от ДС (неизв.)
- Георги Пилев (1939 – 2012), генерал-майор от МВР (неизв.)
- Дочо Полендаков (1924 – 2018), генерал-майор от МНО (неизв.)
- Борис Попов (1906 – 1994), генерал-майор от запаса (1969)
- Георги Попов (1925 – ?), генерал-майор от МНО (1979)
- Дамян Попов (1931 – 1991), генерал-майор от МНО (неизв.)
- Димитър Попов (1909 – 1975), генерал-лейтенант от МНО (1948)
- Димитър Попов (1919 – 1989), генерал-лейтенант от МНО (неизв.)
- Димитър Попов (1929 – 2022), генерал-лейтенант от МНО (неизв.)
- Илия Попов (1936 – 2019), контраадмирал (1990), вицеадмирал от РБ (1996)
- Крум Попов (1894 – неизв.), генерал-майор от МВР (неизв.)
- Румен Попов (р. 1932), контраадмирал (1983)
- Петко Прокопиев (1941 – 2022), генерал-майор от МНО (1990), генерал-полковник от МО (1994)
- Стоян Попов (1921 – 1982), генерал-майор от МНО (1969)
- Теньо Попов (1925 – 2020), генерал-лейтенант от МНО (неизв.)
- Димитър Пчелински (1914 – 2008), генерал-майор от МНО (неизв.)
- Райко Първанов (1917 – 1984), генерал-майор от ДС (1969)

### Р
- Борис Радев (р. 1931), генерал-майор от МНО (неизв.)
- Георги Радев (неизв.), генерал-майор (неизв.)
- Кирил Радев (р. 1939), генерал-майор от МНО (неизв.)
- Цвятко Радойнов (1895 – 1942), генерал-майор от запаса от МНО (неизв.), посмъртно
- Славчо Радомирски (1913 – 1997), генерал-майор от МНО (1959)
- Петър Радулов (р. 1933), генерал-майор от МНО (1983)
- Тодор Радулов (1926 – 2000), генерал-лейтенант от ДС (неизв.)
- Веселин Райков (1912 – 1991), генерал-лейтенант от ДС (неизв.)
- Иван Райков (1912 – 2002), генерал-майор от МНО (неизв.)
- Михаил Ралев (р. 1924), генерал-майор от МВР (неизв.)
- Димитър Рангелов (1924 – ?), генерал-майор от МВР (1962)
- Рангел Рангелов (р. 1940), генерал-майор от ВМТ (неизв.)
- Тодор Рангелов (1919 – 1999), генерал-майор от запаса от МНО (1969)
- Крум Радонов (1912 – 2002), генерал-лейтенант от МНО (1964)
- Христо Радонов (1923 – 1995), генерал-лейтенант от МНО (1969)
- Никола Рачев (1903 – неизв.), генерал-лейтенант от МВР (1959)
- Стефан Ризов (р. 1925), генерал-майор от МНО (неизв.)
- Китан Русанов (р. 1931), генерал-майор от МНО (неизв.)
- Атанас Русев (1909 – 1998), генерал-лейтенант от МНО (1969)
- Първан Русинов (неизв.), генерал-майор от МВР (неизв.)
- Костадин Русков (р. 1933), контраадмирал (неизв.)
- Христо Русков (1916 – 1996), генерал-лейтенант от МНО (1969)

### С
- Ганчо Савов (1917 – 1989), генерал-майор от МС (1969)
- Стоян Савов (1924 – 1992), генерал-лейтенант от ДС (неизв.)
- Петър Салтиров (р. 1930), генерал-майор от МНО (1984)
- Красимир Саманджиев (р. 1936), генерал-майор от ДС (неизв.)
- Стою Сандалски (1922 – неизв.), генерал-майор от МВР (1969)
- Стоян Сандов (1901 – 1975), генерал-майор от МВР (1959)
- Иван Сарийчев (1921 – неизв.), генерал-майор от МВР (неизв.)
- Стоян Сейменов (1925 – 2012), генерал-майор от МНО (1977)
- Атанас Семерджиев (1924 – 2015), генерал-полковник от МНО (1965)
- Георги Серкеджиев (1922 – 1999), генерал-лейтенант от МНО (неизв.)
- Нанка Серкеджиева (1925 – 2012), генерал-майор от ДС (1975)
- Георги Силянов (1932 – 2019), генерал-майор от ДС (неизв.)
- Атанас Симеонов (1925 – 2001), генерал-майор от МНО (1974)
- Владимир Симеонов (1920 – 2010), генерал-майор от ДС (неизв.)
- Петко Симеонов (неизв.), генерал-майор от СВ (неизв.)
- Симеон Симеонов (1924 – 1975), генерал-полковник от МНО (неизв.)
- Делчо Симов (1918 – 1979), генерал-лейтенантот МНО (1964)
- Рангел Симов (р. 1932), генерал-майор от СВ (неизв.)
- Илия Синапов (1940 – 2021), генерал-майор от МНО (1990)
- Дойно Славов (неизв.), генерал-майор (неизв.)
- Ради Славов (1921 – неизв.), генерал-майор от МВР (неизв.)
- Петко Соев (неизв.), генерал-майор от МВР (неизв.)
- Ангел Солаков (1922 – 1998), генерал-полковник от МВР (1969)
- Иван Сотиров (неизв.), генерал-майор от МНО (неизв.)
- Страхил Сотиров (1929 – 2002), генерал-майор от МНО (1984)
- Мирчо Спасов (1911 – 1993), генерал-полковник от МВР (1969, отнето 1990)
- Иван Спасов (р. 1931), генерал-майор от МНО (неизв.)
- Спиридон Спиридонов (р. 1933), генерал-майор от МНО (неизв.)
- Марин Стайков (1925 – 2000), генерал-лейтенант от МНО (неизв.)
- Димо Стамов (1922 – 2002), генерал-майор от МВР (1969)
- Станьо Станев (1925 – 2011), генерал-майор от МНО (1969)
- Делчо Станимиров (1927 – 1987), генерал-майор от МНО (неизв.)
- Велико Станков (р. 1926), генерал-майор от МВР (неизв.)
- Боян Станчев (1929 – 2009), контраадмирал (неизв.)
- Емил Станчев (1931 – 2014), контраадмирал (неизв.)
- Иван Стефанов (1919 – 1975), генерал-майор от МНО (1954)
- Иван Стефанов (1929 – 2018), генерал-лейтенант от МНО (неизв.)
- Иван Стефанов (р. 1932), генерал-лейтенант от МНО (неизв.)
- Йордан Стефанов (р. 1923), генерал-лейтенант от МНО (1969)
- Нестор Стефанов (неизв.), генерал-майор от МНО (неизв.)
- Панайот Стефанов (1918 – 1973), генерал-майор от МНО (1969)
- Стефан Стефанов (неизв.), генерал-майор от МНО (неизв.)
- Съби Стефанов (1916 – ?), генерал-майор от МВР (1959)
- Митко Стоев (1926 – ?), генерал-майор от ДС (неизв.)
- Стою Стоев (1912 – 1991), генерал-лейтенант от МНО (неизв.)
- Стою Стоев (1924 – 2014), контраадмирал (неизв.)
- Кирил Стоименов (р. 1925), генерал-майор от МНО (1977)
- Спас Стоименов (р. 1924), генерал-майор от МНО (неизв.)
- Кирил Стоичков (неизв.), генерал-майор от МВР (неизв.)
- Димитър Стоилов (1924 – 2018), генерал-полковник от МВР (неизв.)
- Ангел Стойчев (р. 1946), генерал-майор от ДС (неизв.)
- Владимир Стойчев (1892 – 1990), генерал-полковник от МНО (1954)
- Стойчо Стойчев (1920 – ?), генерал-майор от МНО (1969)
- Ганчо Стоянов (р. 1933), генерал-майор от МНО (неизв.)
- Георги Стоянов (1926 – 2011), генерал-майор от МВР (неизв.)
- Димитър Стоянов (1928 – 1999), генерал-полковник от МВР (неизв.)
- Коста Стоянов (1904 – 1965), генерал-майор от МС (1950)
- Петко Стоянов (1912 – неизв.), генерал-лейтенант от МВР (неизв.)
- Петър Стоянов (1921 – неизв.), генерал-лейтенант от МНО (неизв.)
- Петър Стоянов (1925 – 1993), генерал-лейтенант от ДС (1975)
- Стамен Стоянов (1908 – 1984), генерал-майор от МНО (неизв.)
- Стоян Стоянов (1909 – 1985), генерал-майор от МНО (1957)
- Стоян Стоянов (1945 – 2020), генерал-майор от МВР (неизв.)
- Иван Султов (неизв.), генерал-майор от МНО (неизв.)
- Стоян Събев (1922 – 1989), генерал-полковник от МНО (неизв.)

### Т
- Георги Танев (р. 1943), генерал-майор от МВР (неизв.)
- Таню Танев (р. 1927), генерал-лейтенант от МНО (неизв.)
- Владимир Танов (1921 – неизв.), генерал-майор от МНО (неизв.)
- Константин Таранджийски (неизв.), генерал-майор от МВР (неизв.)
- Никола Тасков (1917 – 1987), генерал-майор от МНО (неизв.)
- Георги Теменлиев (1927 – 2010), генерал-майор от МНО (1984)
- Васил Терзиев (1912 – 1993), генерал-лейтенант от ДС (1959)
- Тодор Терзиев (1920 – 2000), генерал-лейтенант от ДС (неизв.)
- Тончо Тонев (1919 – неизв.), генерал-майор от МВР (неизв.)
- Таню Тончев (1919 – 1988), генерал-майор от МВР (1969)
- Бойко Тодоров (1912 – 2005), генерал-майор от запаса от МНО (1969)
- Борис Тодоров (1924 – 2014), генерал-полковник от МНО (неизв.)
- Владимир Тодоров (1925 – 2012), генерал-лейтенант от ДС (1985)
- Горан Тодоров (неизв.), генерал-майор от МНО (неизв.)
- Димитър Тодоров (1921 – 2018), генерал-лейтенант от МНО (1974)
- Йордан Тодоров (неизв.), генерал-майор от СВ (неизв.)
- Слави Тодоров (неизв.), генерал-майор от ДС (неизв.)
- Тодор Тодоров (1929 – 1977), генерал-майор от МНО (неизв.)
- Тодор Тодоров (р. 1930), генерал-майор от МНО (1983)
- Ради Томов (1908 – 1992), генерал-майор от МНО (1954)
- Киро Тотев (р. 1932), генерал-майор от МНО (неизв.)
- Борис Тошков (1920 – 2018), генерал-майор от МНО (1969)
- Любчо Тошков (р. 1929), генерал-лейтенант от МНО (1974)
- Румен Тошков (1939 – 2021), генерал-майор от ДС (неизв.)
- Асен Трендафилов (неизв.), генерал-майор от МНО (1978)[1]
- Боньо Трендафилов (р. 1925), генерал-майор от МНО (неизв.)
- Тодор Трифонов (1929 – 2016), генерал-майор от МНО (1974)
- Желязко Троев (1914 – неизв.), генерал-майор от МВР (неизв.)
- Славчо Трънски (1914 – 1999), генерал-полковник от МНО (1964)
- Йордан Тунчев (р. 1933), генерал-майор от ДС (неизв.)

### У
- Вълчан Узунов (неизв.), генерал-майор от МНО (неизв.)
- Дичо Узунов (1921 – 2015), контраадмирал (1969)
- Иван Узунов (р. 1922), генерал-майор от МНО (1974)
- Стефан Узунов (1982 – 1991), генерал-майор от МНО (1984)

### Ф
- Людмил Фандъков (р. 1930), генерал-майор от СВ (неизв.)
- Иван Фиданчев (1927 – 1995), контраадмирал (1969)
- Захари Филипов (1919-неизв.), генерал-майор от МНО (1964)
- Стоян Филипов (1923 – 1986), генерал-майор от МС (1979)

### Х
- Стефан Хаджикръстев (1902 – 1984), генерал-майор от МНО от запаса (1959)
- Стоян Хаджипенчев (неизв.), генерал-майор от МНО (1959)
- Боян Хаджипетров (1923 – 2011), генерал-майор от МВР (неизв.)
- Пеньо Халков (неизв.), генерал-майор от МНО (неизв.)
- Симеон Ханъмов (1921 – 1969), генерал-майор от МНО (неизв.)
- Иван Хариев (1919 – 2012), генерал-лейтенант от МС (1980)
- Вълчо Химирски (1907 – 1984), генерал-майор от запаса от МНО (1969)
- Георги Христов (неизв.), генерал-майор от МНО (неизв.)
- Константин Христов (1917 – неизв.), генерал-майор от ДС (неизв.)
- Методи Христов (1912 – 1975), генерал-лейтенант от МНО (1959)
- Спас Христов (1907 – ?), генерал-майор от МВР (1959)
- Христо Христов (1932 – 2013), контраадмирал (неизв.)
- Христо Христов (р. 1931), генерал-лейтенант от МНО (1987)
- Янко Христов (1919 – 1994), генерал-майор от ДС (1965)
- Руси Христозов (1914 – 1990), генерал-лейтенант от МВР (1959)

### Ц
- Ангел Цанев (1912 – 2003), генерал-полковник от МВР (1969)
- Георги Цанков (1913 – 1990), генерал-полковник от МВР (неизв.)
- Стефан Цанов (1928 – 2010), генерал-лейтенант от МВР (неизв.)
- Никола Цветковски (1905 – 1976), генерал-майор от МНО (1950)
- Иван Цеков (р. 1943), генерал-лейтенант от МНО (неизв.)
- Цветан Цоков (1921 – неизв.), генерал-майор от МНО (неизв.)
- Стефан Цолов (1925 – 2019), генерал-майор от МВР (неизв.)
- Иван Цонев (р. 1921), генерал-майор от МНО (неизв.)
- Пенчо Цонев (р. 1922 – ?), генерал-майор от МНО (1969)
- Михаил Цонев (1915 – неизв.), генерал-лейтенант от МНО (1964)
- Цанко Цонев (р. 1931), генерал-майор от СВ (неизв.)
- Цоцо Цоцов (р. 1926), генерал-полковник от МНО (неизв.)

### Ч
- Иван Чавдаров (неизв.), генерал-майор от МНО (1978)
- Слави Чакъров (1916 – 1998), генерал-майор от МНО (1954)
- Георги Чанков (1909 – 2004), генерал-лейтенант от МНО (1952)
- Виктор Чаушев (р. 1936), генерал-майор от МС (неизв.)
- Вълко Червенков (1900 – 1980), армейски генерал (1952)
- Петър Чергиланов (1924 – 2009), генерал-лейтенант от ДС (неизв.)
- Никола Черкезов (р. 1927), генерал-лейтенант от ДС (неизв.)
- Николай Чернев (1919 – 2010), генерал-лейтенант от МНО (1962)
- Панайот Чобанов (1924 – 1982), генерал-майор от МНО (1975)
- Делчо Чолаков (1910 – 1987), генерал-майор от МВР (1951)
- Иван Чуков (1911 – 1979), генерал-майор от МВР (1969)

### Ш
- Стоян Шиндаров (р. 1927), генерал-майор от МНО (1969)
- Пешо Шиновски (1921 – неизв.), генерал-майор от МНО (1959)
- Димитър Шишманов (1919 – 2009), генерал-майор от МС (1974)
- Андон Шопов (1915 – 1994), генерал-майор от МНО (1963)
- Атанас Шопов (1919 – 1993), генерал-майор от МНО (неизв.)
- Григор Шопов (1916 – 1994), генерал-полковник от МВР (1971)

### Щ
- Щерю Щерев (1923 – 2011), генерал-майор от МНО (неизв.)
- Благой Щилянов (р. 1934), генерал-майор от МНО (неизв.)
- Иван Щилиянов (1928 – 2008), генерал-лейтенант от МНО (1983)

### Ю
- Антон Югов (1904 – 1991), генерал-майор (неизв.)

### Я
- Георги Ямаков (1924 – 1991), генерал-лейтенант от МНО (1970)
- Васил Янакиев (1927 – 2017), адмирал (неизв.)
- Иван Янакиев (р. 1932), генерал-майор от МНО (неизв.)
- Владимир Янев (1921 – 2017), генерал-майор от МВР (1975)
- Паско Янев (1917 – 1989), генерал-майор от МНО (неизв.)
- Иван Янков (р. 1925), генерал-майор от МНО (1980)
- Пенчо Янкулов (1917 – 1979), генерал-майор от Гражданската отбрана (1969)
- Янко Янкулов (р. 1934), генерал-майор от МНО (неизв.)
- Пею Янчев (1931 – 2009), генерал-майор от МНО (неизв.)
- Янчо Янчев (1920 – 2005), генерал-майор от МС (1984)

### С неясно генералско звание
- Янко Янев (неизв.)
- Никола Минков (неизв.)